# 添付文書
添付文書（てんぷぶんしょ、英: Package insert）は、医薬品、医療機器、医薬部外品、化粧品において、警告や使用上の注意、品目仕様、その他の重要事項を記載した、医薬品の使用者や医師、薬剤師向けの製品情報を記載した書面である。
日本の添付文書は、薬機法に基づいて作成される公文書である。また同法によって、添付文書は電子化され公開されなければならないことが定められている。
添付文書における副作用の発生率の記載は、治験の条件においてのことであり、実際の臨床では、服用量や併用薬や既往歴、また期間といった条件によって異なってくる。日本の最高裁判決は、医師が添付文書の注意に合理的な理由なく従わず発生した事故について、過失を推定している。

## 日本における小史
医薬品は薬機法第52条（また医療機器は第63条の2において）必要な注意などが記載された文書の添付あるいは、容器あるいは被包に記載することが義務付けられている。記載事項は、用法、用量その他使用及び取扱い上の必要な注意、その他定められた事項などである。また53条には「当該医薬品を一般に購入し、使用する者が読みやすく、理解しやすいような用語による正確な記載がなければならない」とされている。
医薬部外品と化粧品については、必ずしも作成と添付は義務付けられていない。
1980年代から、添付文書の情報では不十分であることから、薬剤師が企業に薬剤に関するインタビューを行ったインタビューフォームが、日本病院薬剤師会により作成されてきた。
15名が死亡したソリブジン事件と呼ばれる、抗ウイルス剤と抗がん剤との薬物相互作用によって、添付文書の相互作用の項の充実度の不備や、企業間で異なる書式、対処法の記載などの不備が指摘され、1995年頃には厚生省に 「医薬品適正使用推進方策検討委員会」が設置され、そのうちの1つの 「添付文書の改善に関する研究班」 が添付文書の見直しを行った。1996年には、様々な記載要項などが定められた。1995年に製造物責任法（通称PL法）が制定され、説明文書としての指示や警告上の欠陥がないように適切な記載が求められるようになった。1996年1月23日の最高裁判決にて、添付文書における注意事項に対する注意義務違反による医師の過失が推定されるという判決が下った。
2000年頃には、医薬品情報提供システムにおける添付文書の電子化が促進され、情報通信技術によって公開されなければならない。
21世紀では医療訴訟の増加のため、添付文書には注意事項が詳細に記載されている。

## 日本の添付文書の内容
医薬品の上部にある薬効分類名は標榜薬効と言う。標榜の部分には自由度が許容されており、同じ成分であっても一定した表現にはなっていないが、本来統一的であるべきものである。これは添付文書とインタビューフォームとで異なる場合がある。
承認された時期や、商品名と劇薬や向精神薬の各種指定、薬効分類からはじまり、物質名と量などの説明がある。
そして適応や使用法に移る。注意事項は、禁忌などの投薬に注意が必要な状態の説明や、薬物の代謝の説明と薬物相互作用、さらに依存や離脱症状の注意、妊娠期投与の注意、副作用の説明がある。そして最後に、血中濃度に関する半減期のデータや、他国でみられる注意や臨床試験におけるデータが説明される。なお、慎重投与という記載に関しては2019年4月より廃止となった。
さらに詳細な補足的な説明には、医薬品インタビューフォームが存在する。薬剤師の業務においては、医薬品インタビューフォームと共に常備すべきである。

### 適応
有効ということと、有効性が高いということは異なる。
抗生物質など、2015年時点で淋菌感染症の70-80%が耐性を持つとされるテトラサイクリン抗生物質でも、医薬品添付文書の適応にはなお淋菌感染症と書かれている。
また、抗うつ薬ではうつ病の適応があるが、医師が知覚した変化の印象を検出するための全般印象評価尺度－改善度（CGI-I）にて違いを検出できず、統計的に有意な差があるだけでなく、臨床的に意味があるかどうかを医薬品の承認の際に検討すべきだとする指摘がある。

### 警告と禁忌
警告は、目立つように冒頭部に赤枠の中に赤字で記され、きわめて重大な副作用や事故につながるおそれがある場合の注意である。禁忌は、その次に、赤枠の中に黒字で記載され、医薬品を投与すべきでない場合について記されている。原則禁忌は同様だが、なんらかの理由で医薬品を使用する際には特別な注意が必要である場合についてであるとされていたが、2019年4月1日より、原則禁忌は廃止となった。禁忌とは、してはいけないという意味であり、リスクが伴うということが認識される。
例えば、プラミペキソール塩酸塩の添付文書は、前兆のない突発的睡眠及び傾眠等が生じる可能性を理由に、自動車運転や高所作業などの危険を伴う作業を控えるよう警告している。
なお米国食品医薬品局（FDA）のBoxed Warning（枠組み警告）は処方箋医薬品のリスクの可能性についてラベルに記載される警告文で、深刻で時には生命に関わる副作用を引き起こすリスクを伴う場合に使われる。警告の文面が黒枠で囲まれることから黒枠警告（英: black box warning）とも呼ばれる、最も強い警告である。
一方、医薬品の数は膨大であり、販売開始から数十年を経過するうちに添付文書の内容が現代の医療に全くそぐわなくなる事も珍しくない。例えば、妊娠高血圧に対しては、Ca拮抗薬の多くが妊婦に対して長年禁忌指定となっていたが、現実には世界的に使用されており、日本で2022年にようやく禁忌指定が解除されつつある。

## 副作用頻度について
例にとれば、ラモトリギンの医薬品の添付文書には、第Ⅱ・Ⅲ相臨床試験での発疹は15例（7.0%）、重篤例1例（0.5%）といった記載があるが、こうした頻度は治験における皮膚障害の出現頻度であって、それは用量、併用薬、年齢、薬疹の既往歴といった様々な要因によって変化しうる。用量だけを見ても、日本での統計では、服用量を遵守した場合に2.9%に副作用が生じ、承認された用量より多い場合には10.4%に生じるなど条件によって異なってくる。期間も重要であり、ゾルピデムやゾピクロンのような薬剤では、2週間程度の医薬品承認のための治験では離脱症状は生じないが、平均7.4カ月の使用では20～38%に3つ以上の離脱症状が生じる。
また、試験対象とした集団では1%前後に起きるまれな精神病症状であっても、そうした症状を起こす家族の病歴がある場合に、より一般的に生じやすくなる場合もある。臨床試験では典型的な症例の集団が選別されている。
特にワクチンによる副反応などは、治験では掴めなかった低い頻度の副作用の検出のために迅速に情報収集がなされる。頻度が少ないほど、小さな試験では検出できない。

## 判決
1996年1月23日の日本の最高裁判決は、合理的な理由のないまま添付文書に記載された注意に従わず発生した事故については、医師の過失が推定されるとしている。2002年11月8日最高裁判決は、向精神薬の副作用について最新の添付文書を確認し、必要に応じ文献を参照するなど最新の情報を収集する義務があり、当該裁判においてはフェノバルビタールによるスティーブンス・ジョンソン症候群を予見し回避する義務があったとされた。

## 自動車運転等の制限
副作用として眠気や意識障害などを生じうる医薬品の添付文書は、「眠気、注意力・集中力・反射運動能力等の低下が起こることがあるので」などの理由を付して、「本剤投与中の患者には自動車の運転等危険を伴う機械の操作に従事させないように注意すること」などと危険業務の制限の説明を薬剤師等に要求したり、「重篤かつ遷延性の低血糖を起こすことがあるので、高所作業、自動車の運転等に従事している患者に投与するときには注意すること」などの注意を医師・薬剤師に与えている。2013年（平成25年）3月、総務省が行政文書の中で、この自動車運転に関する注意書きを「自動車運転等の禁止等」と記載した。これ以降、医薬品の添付文書が医薬品使用者の運転を禁じているという解釈が医療者の間に広まった。一方で、眠気などの副作用が生じていない医薬品使用者についても、その運転が制限（または「禁止」）されるのかどうかは明らかにされていない。
ナショナルレセプトデータベースを利用して「自動車運転等の禁止等」を定めた医薬品の処方状況が調査され、「自動車運転の禁止」を使用上の前提としている医薬品ユーザーが約24万人いることが明らかとなった。一部の学会から、添付文書が運転を一律に禁じているとの前提に基づいて、添付文書の記載に由来する弊害が指摘されるに至っている。

## 字の問題
なお、薬機法の条文中での用字は「添附する文書」であるが、この語を独立して用いる場合には厚生労働省においても「添付文書」という用字が一般的である。

### 国内
薬事法の規制をうける医薬品、医療機器等の添付文書は、医薬品医療機器総合機構 (PMDA) 及び日本医薬情報センターの下記データベースから、それぞれ無償で閲覧できる。
- 医薬品医療機器総合機構
- 一般用/医療用医薬品添付文書情報 - 一般財団法人日本医薬情報センター

### 海外
- FDA Online Label Repository - U.S. FDA
- 海外添付文書情報 - 一般財団法人日本医薬情報センター